# Брегенвурст
Брегенвурст (нім. Bregenwurst) — сиров'ялена або слабокопчена ковбаса, типова для північно-західних та центральних регіонів Німеччини.
Брегенвурст є традиційним ковбасним продуктом у землях Нижня Саксонія та Саксонія-Ангальт. 
До його складу входять: нежирна свинина, свиняча очеревина, цибуля, харчова сіль та чорний перець. Як правило, подається до столу з грюнколем. У цьому випадку брегенвурст попередньо деякий час гаситься разом з капустою. На півночі Німеччини брегенвурст із грюнколем – елемент зимового кулінарного звичаю.
На нижньонімецькому діалекті Bregen або Brägen означає «мозок», що вказує на те, що раніше до цієї ковбаси входив також свинячий мозок. Зараз це заборонено.